# Les Taudis de Beverly Hills
Pour plus de détails, voir Fiche technique et Distribution.
Les Taudis de Beverly Hills ou Les Déjantés de Beverly Hills (Slums of Beverly Hills) est un film semi-autobiographique de Tamara Jenkins, sorti en 1998.

## Synopsis
L'histoire se déroule en 1976 à Beverly Hills. La famille monoparentale de Vivian, adolescente extrêmement pauvre, ne cesse de déménager d'un taudis à l'autre, tout en se débrouillant pour que les enfants soient scolarisés. L'oncle Mickey, plus aisé, aide les Abramowitz sur le plan financier. Un jour, Rita, la fille de Mickey, s'enfuit du centre où elle était internée et le père de Vivian accepte de s'en occuper si Mickey prend à sa charge le loyer d'un nouvel appartement plus luxueux.
Vivian doit désormais surveiller sa cousine plus âgée, l'empêcher de boire et de se droguer et s'assurer qu'elle suit bien les cours de son école d'infirmières.
Cependant, Vivian a ses propres préoccupations, entre autres l'indifférence qu'elle inspire à son père, l'éveil de sa propre sexualité, la gêne que lui occasionne son milieu social...

## Fiche technique
- Titre : Les Taudis de Beverly Hills
- Autre titre : Les Déjantés de Beverly Hills
- Titre original : Slums of Beverley Hills
- Réalisation : Tamara Jenkins
- Scénario : Tamara Jenkins
- Production Michael Nozik, Stan Wlodkowski
- Musique originale : Rolfe Kent
- Film américain
- Genre : comédie de mœurs
- Film tout public
- Durée : 91 minutes
- Sortie aux États-Unis : 14 août 1998
- Sortie en France : 9 septembre 1998

## Distribution
- Natasha Lyonne : Vivian Abramowitz
- Alan Arkin : Murray Abramowitz
- Marisa Tomei : Rita Abramowitz
- Carl Reiner : Mickey Abramowitz
- Kevin Corrigan : Eliot
- Rita Moreno : Belle